# Bruno Tonioli

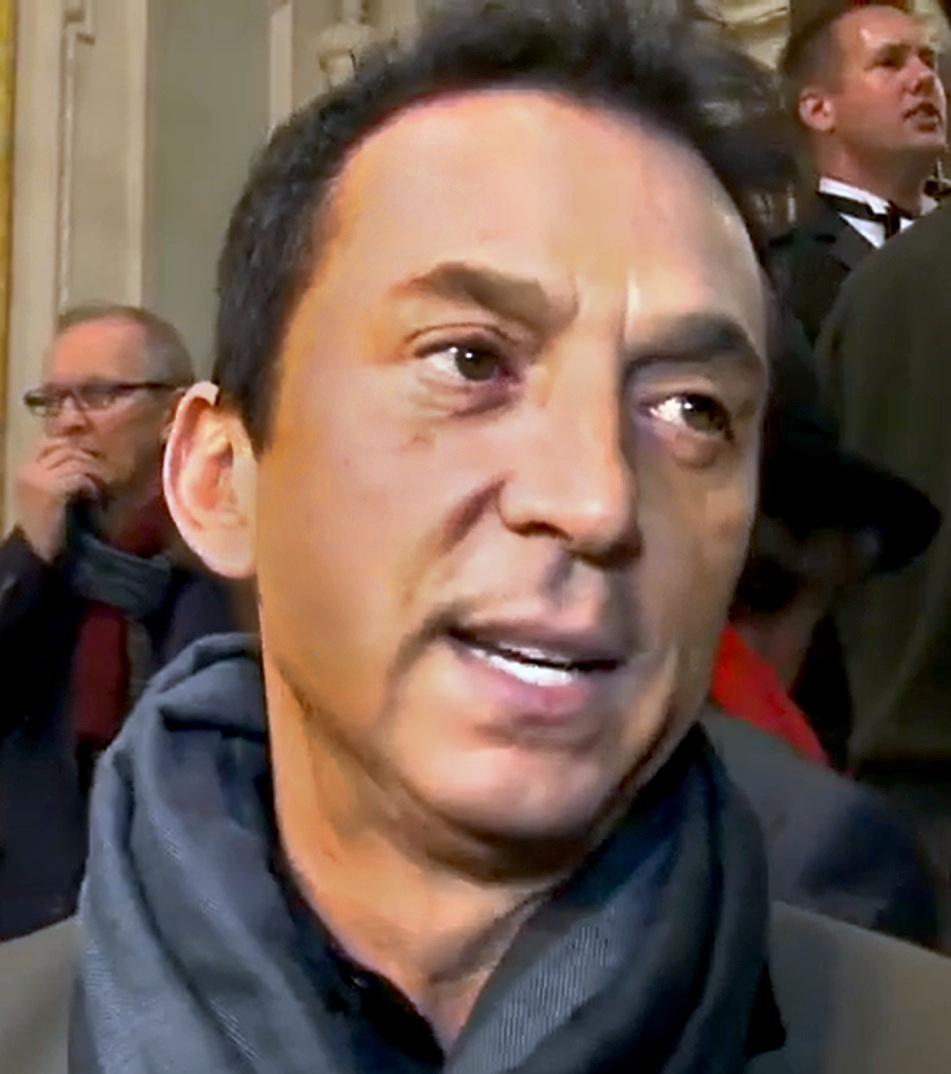
Bruno Tonioli (2015)

Bruno Tonioli (* 25. November 1955 in Ferrara, Emilia-Romagna) ist ein britisch-italienischer Talentshowjuror, Choreograf und Tänzer.
Er ist Juror bei der US-amerikanischen Tanz-Castingshow Dancing with the Stars (seit 2005) und der britischen Talentshow Britain’s Got Talent (seit 2023) sowie ehemaliger Juror bei den Fernsehshows Strictly Come Dancing (2004–2019), DanceX (2007) und Dance War: Bruno gegen Carrie Ann (2008). 
Bei den Teen Choice Awards 2007 wurde Tonioli in der Kategorie TV Personality nominiert.
Im September und Oktober 2022 nahm Tonioli an der zweiten Staffel der britischen Version von The Masked Dancer teil und belegte den dritten Platz.
2023 wurde Tonioli neuer Juror für die 16. Staffel von Britain’s Got Talent und ersetzte David Walliams.
Tonioli spricht fließend Italienisch, Englisch, Portugiesisch, Spanisch und Französisch. Seit 1975 lebt er in London. Tonioli ist schwul und berichtete über homophobes Mobbing in seiner Jugend. Seit 2010 ist Tonioli mit Model Jason Schanne liiert.